# Daniel Slater
Daniel James Slater –conocido como Dan Slater– (Auckland, 9 de abril de 1976) es un deportista neozelandés que compitió en vela en las clases Laser Radial, 49er y Finn.
Ganó una medalla de plata en el Campeonato Mundial de Finn de 2008 y una medalla de plata en el Campeonato Europeo de Finn de 2005. Además, obtuvo una medalla de plata en el Campeonato Mundial de Laser Radial de 1993.
Participó en tres Juegos Olímpicos de Verano, ocupando el octavo lugar en Sídney 2000 (49er), el 12.º en Pekín 2008 (Finn) y el séptimo en Londres 2012 (Finn).

## Palmarés internacional
| Campeonato Mundial | Campeonato Mundial       | Campeonato Mundial | Campeonato Mundial |
| Año                | Lugar                    | Medalla            | Clase              |
| ------------------ | ------------------------ | ------------------ | ------------------ |
| 1993               | Takapuna (Nueva Zelanda) | Medalla de plata   | Laser Radial       |

| Campeonato Mundial | Campeonato Mundial    | Campeonato Mundial | Campeonato Mundial |
| Año                | Lugar                 | Medalla            | Clase              |
| ------------------ | --------------------- | ------------------ | ------------------ |
| 2008               | Melbourne (Australia) | Medalla de plata   | Finn               |
| Campeonato Europeo |                       |                    |                    |
| Año                | Lugar                 | Medalla            | Clase              |
| 2005               | Kalmar (Suecia)       | Medalla de plata   | Finn               |

1. ↑  En algunas ediciones del Campeonato Europeo se permitió la participación de regatistas de otros continentes.